# Дедукція

Схема класичного уявлення зв'язку між теорією, емпіризмом, індукцією та дедукцією.

Деду́кція (лат. deductio, від deduco — «низводжу, відводжу») — процес виведення висновку, що гарантовано слідує, якщо вихідні припущення істинні, то висновок на їх підставі є чинним (див. правильність). Висновок повинен базуватись винятково на основі попередньо наведених доказів та не повинен містити нової інформації про предмет, що досліджується. Дедукція була вперше описана у працях давньогрецьких філософів, таких як Арістотель.Процес виведення дедуктивно правильний тоді і лише тоді, коли з погляду логіки за умови істинності вихідних припущень висновки також істинні; або, логічно неможливі хибні висновки за правильних припущень.
Дедуктивний, (англ. deductive, нім. deduktiv) — заснований на дедукції; дедуктивний метод — це спосіб дослідження, при якому окремі положення логічно виводяться із загальних положень (аксіом, постулатів, законів).
У логіці використовуються два загальних методи отримання висновків: дедукція та індукція. Головною відмінністю індукції є те що для її застосування не вимагається знати усі факти до того як зробити висновок. Оскільки на практиці неможливо все з'ясувати перед тим як робити умовивід, дедукція не має широкого застосування у реальному світі, окрім математики й природничих наук, які використовують математичні методи. Індукція натомість оперує набором неповних фактів, та на їх основі робить висновок який напевно випливає, не даючи жодних гарантій щодо його істинності. Попри це, індукція дає можливість набувати нових знань, котрі не є очевидними при розгляді вихідних тверджень.
Часто зустрічається помилкова думка, що дедукція рухається від загального до окремого та що індукція — це рух у зворотному напрямку.

## Дедукційна система
Нехай {\displaystyle \gamma } — множина формул, а {\displaystyle \phi } — одна формула формальної мови. Дедукційна система {\displaystyle S} може складатись з переліку аксіом та правил висновування. Твердження {\displaystyle <\gamma ,\phi >} формальною мовою дедуктивно правильне, якщо існує послідовність формул в формальній мові, що завершується {\displaystyle \phi }, така, що кожен член послідовності є або елементом з {\displaystyle \gamma }, аксіомою з {\displaystyle S}, або виводиться з попередніх формул послідовності через правило висновування {\displaystyle S}. Якщо {\displaystyle <\gamma ,\phi >} правильне в {\displaystyle S}, то записують {\displaystyle \gamma \vdash _{S}\phi }, або просто {\displaystyle \gamma \vdash \phi }.

## Визначення за Бетом
Нехай {\displaystyle \sigma } — вислів. Позначимо через {\displaystyle f_{\sigma }} твердження «{\displaystyle \sigma } не правильне», а через {\displaystyle t_{\sigma }} — твердження «{\displaystyle \sigma } правильне».
Нехай
{\displaystyle \sigma ,\phi _{1},\phi _{2},\dots ,\phi _{n},\dots } — скінченна або нескінченна послідовність висловів. Вислів {\displaystyle \sigma } називається дедуктивно виводимим за Бетом із висловів {\displaystyle \phi _{1},\dots ,\phi _{n},\dots }, якщо існує семантична таблиця з розбіжністю, побудована таким чином:
- Крок 0. Розміщуємо {\displaystyle f_{\sigma }} в корінь.
- Крок {\displaystyle S_{2n}}. Приєднуємо {\displaystyle t_{\phi _{n}}} в кінець кожної гілки без розбіжностей.
- Крок {\displaystyle S_{2n+1}}. Застосовуємо правила розширення до семантичної таблиці попереднього кроку {\displaystyle T_{2n}}.

Якщо послідовність висловів нескінченна, то така побудова може ніколи не завершитись. Вислів {\displaystyle \sigma } дедуктивно виводимий за Бетом тоді й лише тоді, якщо побудова завершується, і в результаті отримується семантична таблиця з розбіжностями.
Якщо вислів {\displaystyle \sigma } дедуктивно виводимий за Бетом із висловів {\displaystyle \phi _{1},\dots ,\phi _{n}}, то {\displaystyle \sigma } є логічним наслідком висловів {\displaystyle \phi _{1},\dots ,\phi _{n}}. Формально це записується:
{\displaystyle \{\phi _{1},\dots ,\phi _{n}\}\vdash _{B}\sigma \Rightarrow \{\phi _{1},\dots ,\phi _{n}\}\models \sigma .}
Якщо вислів {\displaystyle \sigma } є логічним наслідком висловів {\displaystyle \phi _{1},\dots ,\phi _{n}}, то {\displaystyle \sigma } логічно виводиться за Бетом із висловів {\displaystyle \phi _{1},\dots ,\phi _{n}}. Формально це записується:
{\displaystyle \{\phi _{1},\dots ,\phi _{n}\}\models \sigma \Rightarrow \{\phi _{1},\dots ,\phi _{n}\}\vdash _{B}\sigma .}